# Liste der Baudenkmale in Schönfeld (Uckermark)
In der Liste der Baudenkmale in Schönfeld sind alle Baudenkmale der brandenburgischen Gemeinde Schönfeld und ihrer Ortsteile aufgelistet. Grundlage ist die Veröffentlichung der Landesdenkmalliste mit dem Stand vom 31. Dezember 2020.

## Baudenkmale in den Ortsteilen
In den Spalten befinden sich folgende Informationen:
- ID-Nr.: Die Nummer wird vom Brandenburgischen Landesamt für Denkmalpflege vergeben. Ein Link hinter der Nummer führt zum Eintrag über das Denkmal in der Denkmaldatenbank. In dieser Spalte kann sich zusätzlich das Wort Wikidata befinden, der entsprechende Link führt zu Angaben zu diesem Denkmal bei Wikidata.
- Lage: die Adresse des Denkmales und die geographischen Koordinaten. Link zu einem Kartenansichtstool, um Koordinaten zu setzen. In der Kartenansicht sind Denkmale ohne Koordinaten mit einem roten beziehungsweise orangen Marker dargestellt und können in der Karte gesetzt werden. Denkmale ohne Bild sind mit einem blauen bzw. roten Marker gekennzeichnet, Denkmale mit Bild mit einem grünen beziehungsweise orangen Marker.
- Bezeichnung: Bezeichnung in den offiziellen Listen des Brandenburgischen Landesamtes für Denkmalpflege. Ein Link hinter der Bezeichnung führt zum Wikipedia-Artikel über das Denkmal.
- Beschreibung: die Beschreibung des Denkmales
- Bild: ein Bild des Denkmales und gegebenenfalls einen Link zu weiteren Fotos des Baudenkmals im Medienarchiv Wikimedia Commons

### Klockow
| ID-Nr.   | Lage   | Bezeichnung                                              | Beschreibung | Bild           |
| -------- | ------ | -------------------------------------------------------- | --- | -------------- |
| 09130165 | (Lage) | Kirche                                                   | Die evangelische Kirche wurde in der zweiten Hälfte des 13. Jahrhunderts erbaut. Es ist ein Saalbau aus Feldstein mit einem Westturm. Der Turmaufsatz wurde 1751 errichtet. Im Inneren befindet sich ein Altaraufsatz aus dem Jahr 1723. Er besteht aus Säulen, einem Giebel einer Strahlensonne mit Gottesauge, Schnitzwangen und Schranken. Die Kanzel wurde Ende des 17. Jahrhunderts erstellt. Das Patronatsgestühl stammt aus der Zeit um 1700. | weitere Bilder |
| 09130532 | (Lage) | Gutsanlage, bestehend aus Gutshaus, Wirtschaftshof, Park | Das Herrenhaus der Gutsanlage liegt am östlichen Ortsende. Es ist ein Fachwerkhaus mit einem Mansarddach. Erbaut wurde es in der zweiten Hälfte des 18. Jahrhunderts. Um 1820 wurde der Seitenflügel angebaut, 1865 wurde das Dach ausgebaut. | BW             |

### Neuenfeld
| ID-Nr.            | Lage                 | Bezeichnung  | Beschreibung | Bild           |
| ----------------- | -------------------- | ------------ | --- | -------------- |
| 09130167 Wikidata | (Lage)               | Kirche       | Die evangelische Dorfkirche wurde in der zweiten Hälfte des 13. Jahrhunderts erbaut. Es ist ein Saalbau, der Dachturm stammt aus dem Jahr 1869. In den Jahren 1991 bis 1992 wurde die Kirche renoviert. Im Inneren befindet sich eine Balkendecke und im Westen der Kirche eine Empore. Der Kanzelaltar stammt aus dem Ende des 17. Jahrhunderts. Die Orgel im neugotischen Stil wurde in der zweiten Hälfte des 19. Jahrhunderts erstellt. | weitere Bilder |
| 09130576          | Dorfstraße 40 (Lage) | Gutsspeicher | | BW             |

### Schönfeld
| ID-Nr.   | Lage                 | Bezeichnung  | Beschreibung | Bild           |
| -------- | -------------------- | ------------ | --- | -------------- |
| 09130163 | (Lage)               | Kirche       | Die evangelische Kirche stammt aus der zweiten Hälfte des 13. Jahrhunderts. Der Turmaufsatz wurde 1727 errichtet. Die Orgel stammt aus der zweiten Hälfte des 18. Jahrhunderts. | weitere Bilder |
| 09130164 | (Lage)               | Park         | | BW             |
| 09130956 | Dorfstraße 78 (Lage) | Gutsspeicher | | Gutsspeicher   |